# Глядєлов Олександр Всеволодович
Глядє́лов Олекса́ндр Все́володович (нар. 30 липня 1956, Легниця, Польща)  — український фотограф-документаліст, фотожурналіст. Висвітлював воєнні конфлікти в Молдові, Нагірному Карабаху, Чечні, Киргизстані, Сомалі, Південному Судані і Україні. Був двічі поранений у Молдові та на Донбасі під Ілловайськом.
З 1997 і до цього дня активно співпрацює з міжнародною гуманітарною організацією «Лікарі без кордонів» (Medecins Sans Frontieres) та бере участь у проєктах в якості фотографа.
Фотографії Глядєлова регулярно використовують такі міжнародні організації, як MSF, HRW, The Global Fund, UNAIDS, UNICEF. Висвітлює важливі соціальні проблеми в суспільстві, такі як — воєнні конфлікти, гуманітарні кризи, безпритульні діти, в'язниці, епідемії ВІЛ/СНІД, туберкульозу та Гепатиту С, наркоманія. Автор більше ніж 40 персональних виставок та 3 книг. Член журі фотоконкурсів «Фотограф Року 2012», Конкурс української військової фотографії (2016), DOCUDAYS.UA-2017, Фотопремія «ОККО» та інших. Свідомо фотографує аналоговою камерою на чорно-білу плівку та сам друкує свої фотографії у домашній фотолабораторії в Києві. Викладач в українських фото-школах «Школа фотографії Віктора Марущенко» та «Bird in Flight».
Лауреат Шевченківської премії 2020 року за фотопроєкт «Карусель».

## Життєпис
Олександр Глядєлов народився в 1956 році у польському містечку Легниця в сім'ї офіцера Радянської армії. У 1974 році переїжджає разом із сім'єю до Києва, де і мешкає по теперішній час. Вивчав оптику і приладобудування в Київському Політехнічному інституті, диплом захищав у 1980 р. На початку 80-х служив у лавах радянської армії на Поліссі. Зразу після звільнення з армії працював у спеціалізованому конструкторсько-технічному бюро в Інституті проблем міцності Академії Наук УРСР, де розробляв проєкт вимірювальної системи. По завершенню проєкту написав заяву про звільнення. Почав фотографувати у 1989 році під час спортивно-гірської подорожі з друзями на Памір (Киргизстан), з тих пір більше не розлучається з фотокамерою і самостійно починає вивчати фотографію.
З 1989—1996 років працює незалежним фотожурналістом. Приблизно з кінця 80-х і до розпаду Радянського Союзу був членом Творчого фотографічного об'єднання «Погляд», разом з «Поглядом» організовував виставки документальної фотографії по СРСР та Україні, співпрацювали з іноземними виданнями. Пізніше працює позаштатним фотографом у газеті «Молодь України».
З 1996 року Глядєлов зосередився на довгострокових фотодокументальних проєктах з поданням своєї роботи у вигляді виставок та книжок-альбомів. Весь цей час він паралельно працює над трьома великими проєктами: про безпритульних дітей (фото) та про епідемію ВІЛ/СНІД (з 1996), пост-радянські в'язниці (з 2001)(фото).
З 1997 року і по цей час він співпрацює з міжнародною гуманітарною організацією «Лікарі без кордонів» (Medecins Sans Frontieres) в якості фотографа, регулярно проводить персональні та групові фотовиставки.
З 2022 році займався документацією подій повномасштабного вторгнення Росії в Україну. Влаштовував фотовиставки в США.

## Характеристика творчості
Глядєлова можна вважати соціальним фотографом, більшість героїв його знімків найменш соціально захищені слої населення — безпритульні діти, хворі на туберкульоз, гепатит та ВІЧ/СНІД, в'язні тюрем, жертви війн та соціального насильства. В інтерв'ю DW Гляделов себе називає емоційним фотографом. Гляделов пам'ятає всіх своїх героїв світлин по іменам, дати коли зроблено фото, місце зйомки і завжди розповідає це на своїх інтерв'ю та презентаціях. Він не вважає себе воєнним фотографом, хоча частина його робот присвячена війнам та конфліктам в Африці, Молдові, Нагірному Карабаху, Чечні, українського Майдану, війни на Донбасі. Постійно використовує у своїй роботі аналогову фотокамеру LEICA M6 з ручним наведенням фокуса, механічним взводом затвора і без функції «серійна зйомка». Майже завжди свідомо фотографує на чорно-білу плівку 35мм. Рідко працює з кольоровими плівками, зазвичай тільки тоді коли цього потребує замовник. Глядєлов із тих фотографів, хто самостійно контролює весь процес створення фотознімку — сам відбирає кадри, проявляє та друкує свої фотографії, для цього одна із кімнат переобладнана під фотолабораторію. Друкуючи фотознімки, використовує фотозбільшувач DURST CLS 450. У книжці «Ukraine.The Best» так характеризують роботу Глядєлова:
|  | Він співчуває цьому світу, передає повідомлення від тих, у кого немає голосу, на кого суспільство воліє не зважати. Чи знімає Глядєлов бездомних дітей, що б'ються за пакет з клеєм, чи наркоманів в одеському районі «Палермо», чи зеків, хворих на туберкульоз, чи активістів Майдану, чи бійців у зоні АТО — його бачення завжди точне й щире. Тому це не репортаж і не публіцистика, а скоріше те, що можна було би назвати психологічним портретом. Персонажі Глядєлова — більш ніж бунтівники чи ізгої, солдати чи пацієнти. Не маніпулюючи ані реальністю, ані глядачем, він точно передає малюнок доль своїх героїв, ритм їхнього щоденного крокування над бездонним відчаєм. Високе співчуття, сконцентроване в цих світлинах, доступне лише небагатьом талантам — і це те, чого гостро бракує більшій частині людства. |

## Нагороди та відзнаки
- Гран-Прі Укрпресфото-97 за серію знімків «Покинуті діти»;
- Приз Hasselblad на конкурсі європейської фотографії у Вевей, Швейцарія, Images'98;
- Mother Jones 2001 Medal of Excellence Міжнародного фонду документальної фотографії в Сан-Фрациско, США;
- «Moving Walls 2002» Інституту Відкритого Суспільства (OSI) в Нью-Йорку, США.

## Виставки

### Персональні фотовиставки
- 1997 — «Зайві», Виставковий комплекс «Український Дім», Київ.
- 1998 — Виставка «Зайві» була показана в 10 регіональних центрах України.
- 2000 — «Тут і зараз», Центральний Будинок Художника, Київ; «Зайві», Самфордскій Університет, Бірмінгем, Алабама, США.
- 2001 — «Без Батьківщини», овальний хол газети «Известия», Москва, Росія; «У пошуках втраченого», Виставковий комплекс «Український Дім», Київ; «Вільшани (діти і психіатрія)», Ужгородський Національний Університет, Ужгород, Україна; «Дорога», галерея «RA», Київ; «СНІД в Україні», зал засідань ООН, Нью-Йорк, США; «Без маски», Музей образотворчих мистецтв, Кемерово, Росія; «Зайві», Замок, галерея «Pf», Познань, Польща.
- 2002 — «У пошуках втраченого», Музей Червоного Хреста, Женева, Швейцарія.
- 2003 — «Наркотики, СНІД та життя», галерея «Prospekto», Вільнюс, Литва; «Без маски», галерея «Дім Миколи», Київ; «Зайві», «Vilnius photo-gallery», Вільнюс, Литва.
- 2004 — «Так, Україно!», Галерея «Мистець», Київ; «Людина і в'язниця», Palfyho Palace, Братислава, Словаччина; «Зайві», «Наркотики та СНІД», «Ув'язнені», «Stara Galeria» ZPAF, Королівський Замок, Варшава, Польща.
- 2005 — «Відкриті двері», виставковий зал Закарпатського обласного музею, Ужгород, Україна; «Не відводячи погляду», галерея «A-hous», Київ.
- 2006 — «Мама Africa», галерея «Дім Миколи», Київ[27]; «Лопухово = Брустури», галерея «Камера», Київ; «Сомалі: забута гуманітарна криза», кінофестиваль в Локарно, Університет міста Женева, Швейцарія.
- 2008 — «Туберкульоз за ґратами», Національний музей образотворчого мистецтва, Бішкек, Киргизстан[8].
- 2009 — «Людина і тюрма», Музей історії фотографії, Петербург, Росія; «Вдих-видих» Національний музей образотворчого мистецтва, Бішкек, Киргизстан; «The Prison Within» Лісабон, Португалія, галерея «Pente 10»; «Небо без янголів», Київ, «Я-галерея»[28]; «Beyond the road» Мбабане, Свазіленд; «Кавказьке портфоліо» Львів, галерея «Дзиґа»; «ВІЛ/СНІД» Тирасполь, Кишинів, Молдова; «Туберкульоз» Тирасполь, Кишинів, Молдова.
- 2010 — «Люди з ВІЛ та туберкульозом в Центральній Азії» Алма-Ата, Казахстан, Національний музей.
- 2011 — «Зайві» Омськ, Російська Федерація, галерея «Куб».
- 2012 — «Бачення» Братислава, Словаччина, галерея «Aircraft»; «+Жінка=Життя» Алушта, Київ, Києво-Могилянська академія, Україна; «+Жінка=Життя» Вашингтон, США;
- 2013 — «Летаргія» галерея «Дзиґа» Львів, Україна
- 2013 — «Неволя» у Національному музеї-меморіалі жертв окупаційних режимів «Тюрма на Лонцького» Львів, Україна[29]
- 2013 — «+Жінка = Життя» Художній музей — Кировоград, Украина[30]
- 2015 — «Чуєш, брате?» В рамках XII Мандрівного фестивалю документального кіно про права людини Docudays UA, 23 області України[31].
- 2016 — «Чуєш, брате?» Espace Jour et Nuit Culture, Париж, Франція[32]
- 2018 — «Життя, смерть, любов та інші невідворотні обставини» галерея «Alles Mögliche» Берлін, Німеччина; нім. [33] «Причал» галерея «Дукат», Київ[34][35]
- 2019 — «Доля» галерея «Stara Galeria» ZPAF, Королівський Замок, Варшава, Польща. пол. [36]
- 2019 — «Карусель» галерея Маяк, Київ[37][38][39]

### Групові фотовиставки
- 1998 — Сучасна українська фотографія, Словаччина, Братислава.
- 1999 — «Ten years after», Празький Град, Прага, Чехія.
- 2000 — Виставка сучасного мистецтва, Центральний Будинок Художника, Київ.
- 2001 — «Позитивні Життя», Центр Сучасного Мистецтва, Київ; Виставка переможців конкурсу «Mother Jones Grant 2001», Міжнародного Фонду Документальної Фотографії, «Friends of photography house», Сан-Франциско, США.
- 2002 — «Refugees», «Gallerian», Стокгольм, Швеція; «Pandemic: facing AIDS», Музей Сучасного Мистецтва (MACBA), Барселона, Іспанія; «Moving walls 2002», Інститут Відкритого Суспільства (OSI), Нью-Йорк, США.
- 2003 — «Чорнобиль», фестиваль DONUMENTA, Регенсбург, Німеччина; «Youth enduring: a will to survive», «The Fifty Crows Gallery», Сан-Франциско, США; «Invasio», Центральний Будинок Художника, Київ.
- 2004 — «Так!», Український Інститут, Нью-Йорк, США; «Do not look away», UIMA, Чикаго, США.
- 2006 — «Moving walls: a documentary photography exhibition», пересувна виставка 7-ми фотографів, відібраних з більш ніж 60-ти учасників проєкту «Moving Walls» за весь час його існування, організована Інститутом Відкритого Суспільства (OSI), «Al Riwaq Art Gallery», Бахрейн.[40]
- 2010 — «СТОРОНА Б»/ «B-SIDE» у Центрі сучасного мистецтва «Вінзавод» Москва, Росія[41]
- 2011 — «Людина і в'язниця», Чернігів (рос.)[42]
- 2012 — «Війна краде дитинство» «Mironova Gallery», Київ[43]
- 2019 — «День пам'яті захисників України» на Михайлівській площі, Київ[44]
- 2020 — «Карусель» Музей кіно Довженко-Центру[45]

## Книги
- «Тут і тепер», видавництво «Бланк-Прес», Київ, 2000;[46]
- «Pandemic: Facing AIDS» («Пандемія: зіткнення зі СНІДом»), міжнародний фотопроєкт, видавництво «Umbrage Editions», Нью-Йорк, США, 2003;[47]
- «Інтерв'ю з Надією», «Бланк-Прес», Київ, 2006.[48]
- «The Prison Within», Pente 10, 2009[49][50]

## Документальні фільми
- Серія «Derriere la page: Enfants des rues d'Ukraine» («Остання сторінка: Вуличні діти України»), Coup d'oeil / Arte, Metropolis, 7 хв., Париж, 2000 р.
- «Чуєш, брате?» Документальний фільм Романа Бондарчука, створений до однойменної виставки у рамках фестивалю Docudays UA, 2015 р.
- «Глядєлов»(2023). Документальний фільм Ксенії Кравцової. Стрічка отримала перемогу у номінації Найкращий український повнометражний документальний фільм 15 — го Одеського міжнародного кінофестивалю[51].

### Відео
- Документальний фільм "Derriere la page: Enfants des rues d'Ukraine" («Остання сторінка: Вуличні діти України») на YouTube(фр.)
- Документальний фільм «Чуєш, Брате?» — Docudays UA [Архівовано 21 лютого 2020 у Wayback Machine.]
- Репортаж про Глядєлова на «Ранок з ІНТЕРОМ» на YouTube
- Глядєлов про роботу в зоні АТО. Детектор Медіа на YouTube(рос.) Частина 2 на YouTube
- «Іловайськ. Точка неповернення. Свідок. Олександр Глядєлов» Репортаж на Громадському телебаченні на YouTube
- Олександр Глядєлов про виставку фотографій та фестиваль Docudays. Інтерв'ю для Громадського на YouTube
- Репортаж «УТР» ПроART на YouTube
- Відеоінтерв'ю для АПОСТРОФа на YouTube(рос.)
- Фотографи Майдану розповідають. Олександр Глядєлов — UkrinformTV на YouTube
- Glyadyelov. Trailer2024

### Інтерв'ю та публікації
- Виставка Олександра Глядєлова «Чуєш, Брате?» Foto.UA [Архівовано 4 вересня 2019 у Wayback Machine.]
- Інтерв'ю для АПОСТРОФа [Архівовано 4 вересня 2019 у Wayback Machine.]
- Глядєлов в Ukraine.The Best [Архівовано 30 грудня 2019 у Wayback Machine.]
- Олександр Ґлядєлов: «Я так думаю, що мова фотографії — найправдивіша». Український Журнал [Архівовано 30 грудня 2020 у Wayback Machine.] pdf версія [Архівовано 30 грудня 2020 у Wayback Machine.]
- Олександр Гляделов, художник: Королівство Свазіленд [Архівовано 4 вересня 2019 у Wayback Machine.]
- «Я завжди знав, що Росія нападе на Україну»–військовий фотограф. Інтервью для Радіо Свобода [Архівовано 8 жовтня 2016 у Wayback Machine.]
- Це мій єдиний дім. MediaLab [Архівовано 4 вересня 2019 у Wayback Machine.]
- «Життя, смерть, любов та інші неминучі обставини» — інтервью для Дзеркало Тижня [Архівовано 27 червня 2019 у Wayback Machine.]
- Слово «людина» передбачає прихований знак питання/Журнал 5.6 [Архівовано 5 лютого 2020 у Wayback Machine.]